# Vattrångsån
Vattrångsån (även Vattlångsån och Harsjöbäcken) är ett vattendrag i norra Hälsingland och högerbiflöde till Harmångersån. Vattrångsån rinner upp i Kittesjön och passerar både Vattlångssjön och Harsjön. 
Vattrångsåns totala längd är cirka 30 km inkl källflöden. Avrinningsområdet är drygt 100 km².